# Августовка (колония)
Августовка (Аугустовка, укр. Августівка, пол. Augustówka) — упраздненная немецкая колония Жолобенской волости Новоград-Волынского уезда Волынской губернии.
Размещалась на расстоянии 25 км юго-западнее г. Новоград-Волынский. Жители исповедовали лютеранство, принадлежали к Новоград-Волынскому лютеранскому приходу.

## Население
В конце 19 века численность населения исчеслялась 64 жителями, домов — 12.
В 1906 году насчитывала 15 дворов и 57 жителей.

## История
В конце 19 века — колония Жолобенской волости Новоград-Волынского уезда, в 22 верстах от центра уезда, г. Новоград-Волынский.
В 1906 году колония входила в состав Жолобенской волости (1-го стана) Новоград-Волынского уезда Волынской губернии. Расстояние до уездного центра, г. Новограда-Волынского, составляло 30 верст, до волостной управы в с. Желобное — 8 верст. Почтовое отделение — Новоград-Волынский.
В 1912 году состояла из двух хозяйств на арендованных землях.
По состоянию на 1923 год упразднена.